# アナスタシオ・ソモサ・デバイレ
アナスタシオ・ソモサ・デバイレ（スペイン語: Anastasio Somoza Debayle、1925年12月5日 - 1980年9月17日）は、ニカラグアの政治家、軍人。ニカラグア大統領（在任：1967年 - 1972年、1974年 - 1979年）。独裁者アナスタシオ・ソモサ・ガルシアの次男。「中米のアミン」と呼ばれた。

## 生涯
アメリカの陸軍士官校ウェスト・ポイントを卒業後、帰国してニカラグア国家警備隊に入隊。1950年に姪のオペ・ポルトカレーロと結婚。1955年から1967年まで司令官職につきソモサ一族の独裁体制を支えた。1967年に兄のルイスが死去すると、1968年に後任として大統領に就任した。国家主義自由党による、メキシコの制度的革命党をモデルとした一党制を目指し、形だけでもソモサ一家の支配ではなく、様々な物事を自由化した兄とは異なり、アナスタシオは反対派や反対していなくても目障りな人物を力ずくで徹底的に弾圧して国際社会から糾弾された。
さらに、1972年のニカラグア地震で首都マナグアが壊滅状態になった時には、全世界から送られた支援物資や義援金のほとんどを一族の系列企業や自身の奢侈のために着服し、本来ならば被災者の救助に当たるはずの国家警備隊によってマナグアは略奪された。国中の反発を受けたが、ソモサは1976年に戒厳令を発令して対抗。それでも収拾が着かず1978年8月にはエデン・パストラ率いるコマンドに国家宮殿を占領されるという失態を犯した。権力にしがみついたソモサは、国家警備隊の力を最大限に活用してエステリ虐殺など自国民に対する弾圧を続けたが、もはや国民の怒りを収拾することは出来なかった。1979年になると、アメリカのジャーナリスト、ビル・スチュワートが国家警備隊に殺害され、その瞬間の映像が全世界に配信されるという事態に発展（ソモサと国家警備隊はジャーナリストをアメリカのスパイとしか見做していなかった）。こうしてあまりに酷かった蛮行が国際社会にも伝わると、頼みにしていたアメリカからもジミー・カーター大統領の「人権外交」の下で見放され、最終的には武装蜂起していたサンディニスタ民族解放戦線に追い出され、自家用飛行機でニカラグアの政府財産を抱え、アメリカのマイアミにある別荘に亡命した（サンディニスタ革命）。
その後、アメリカからもすぐに追い出され（妻子はマイアミに残ることとなった）、バハマ、グアテマラと亡命先を変えたが、最終的に似たような立場の独裁者、アルフレド・ストロエスネル大統領の特別の「好意と友情」によりパラグアイに移った。しかし、新たにもうけた愛人との平穏な生活は一年も持たず、1980年9月17日、アスンシオンにてベンツを運転中に、サンディニスタの流れを組むアルゼンチンのゲリラ組織人民革命軍（ERP）によりRPG-7で暗殺された。マイアミの一族の墓地に埋葬されている。死の直前には回想録『裏切られたニカラグア Nicaragua Betrayed』を発表し、ニカラグア混乱の責任は全てカーター政権にある、と主張していた。
遺されたオペ夫人は再婚し、1991年にマイアミで死去した。アナスタシオら子供たちは、現在もアメリカで暮らしている。